# Front indépendantiste
Le Front indépendantiste (FI) est un mouvement politique de Nouvelle-Calédonie actif de 1979 à 1984.

## 1979: création
Le Front indépendantiste (FI) est la première coalition constituée par les différents mouvements indépendantistes de Nouvelle-Calédonie le 4 juin 1979 en vue des élections à l'Assemblée territoriale du 1er juillet 1979 et afin de constituer une majorité visant à obtenir la souveraineté en se servant des institutions existantes. Ce Front comprend alors:
- l'Union calédonienne de Rock Pidjot (président et député), de Jean-Marie Tjibaou (vice-président), de Maurice Lenormand (vice-président du Conseil de Gouvernement et donc chef effectif de l'exécutif local depuis 1978, ancien député) et de Pierre Declercq (secrétaire général). Ancien parti autonomiste qui est restée pendant longtemps le principal parti de la vie politique calédonienne des années 1950 au milieu des années 1970. Ce parti a officiellement opté pour l'indépendance à son congrès de Bourail en 1977.
- le Parti de libération kanak (Palika), parti indépendantiste le plus radical fondé en 1975 à partir du groupe des Foulards Rouges et du Groupe 1878. Il quitte le Front indépendantiste en 1981 pour protester contre le soutien apporté à François Mitterrand lors de l'élection présidentielle. Une minorité de ses membres, derrière le grand-chef de Guahma à Maré Nidoïsh Naisseline, le quitte pour former le mouvement Libération kanake socialiste (LKS) qui reste pour sa part membre du FI.
- le Front uni de libération kanak (FULK) de Yann Céléné Uregeï.
- le Parti socialiste calédonien (PSC) de Jacques Violette.
- l'Union progressiste en Mélanésie (UPM) d'André Gopea.

Ils organisent pour les élections de 1979 une liste commune qui obtient 34,4 % des suffrages et 14 sièges sur 36, dont 10 pour l'UC, 1 pour le Palika, 1 pour l'UPM, 1 pour le FULK et 1 pour le PSC. Les anti-indépendantistes du RPCR (15 sièges) et les centristes de la Fédération pour une nouvelle société calédonienne (FNSC, 7 sièges) s'unissent alors dans une coalition appelée Entente nationale pour former le Conseil de Gouvernement.

## 1982
Mais, le 9 juin 1982, une motion de censure est adoptée grâce au retrait de la FNSC de la coalition gouvernementale, en raison d'un désaccord sur une réforme fiscale. La FNSC, bien qu'anti-indépendantiste, s'allie alors au Front indépendantiste pour former un nouveau gouvernement qui sera présidé par Jean-Marie Tjibaou à partir du 18 juin 1982. À partir de ce moment, les indépendantistes sont au pouvoir: ils auront alors quatre membres du gouvernement sur sept (Jean-Marie Tjibaou, Henri Bailly, André Gopea, Yvonne Hnada, Henri Wetta). Mais l'assassinat de Pierre Declercq, secrétaire général de l'Union calédonienne, le 19 septembre 1981 et le peu d'avancée significative vers l'indépendance, alors que ses partisans sont au pouvoir, poussent les indépendantistes à considérer qu'il est impossible d'amener à la souveraineté par le biais du conseil du gouvernement et prônent l'adoption d'une ligne de durcissement de son discours et de rupture totale avec les institutions existantes. 

## 1984: dissolution
Ainsi, lors d'un congrès qui se déroule du 22 au 24 septembre 1984, le Front indépendantiste se dissout et est remplacé par le Front de Libération nationale kanak et socialiste (FLNKS) qui appelle immédiatement à boycotter les élections territoriales de décembre. Toutes les composantes du FI le rejoignent, à l'exception du LKS. 